# أحمد حسين ضبعان
أحمد بن حسين بن صالح ضبعان (1931 -  ) سياسي  يمني ولد في قرية الأشروح في عزلة قدس فيمديرية المواسط -  محافظة تعز ، أحد كبار مشائخ قبيله بكيل شارك في مناصرة الثورة الجمهورية، وخاض عددًا من المعارك ضد القوات الملكية، وتعيّن عضوًا في لجنة متابعة مؤتمر خمر، كما شارك في فكِّ الحصار الذي تعرضت له مدينة صنعاء من قبل القوات الملكية لمدة سبعين يومًا عام 1967م، وفي طرد القوات الملكية من محافظة صعدة قبيل تعيينه محافظًا لها.

## حياته وأدواره
ولد في قرية الأشروح في تعز وفيها درس في القرآن الكريم، ومبادئ القراءة والكتابة، ثم سافر إلى مدينةعدن، حيث تعلم فيها الكهرباء، وحصل على رخصة عمل لمزاولة العمل كفني كهربائي، كما عمل موظفًا في شركة (البس) كبرى شركات التجارة في عدن.

## أدواره
انتقل إلى مدينة صنعاء بعد ثورة 26 سبتمبر 1962م، فتعيّن بقرار جمهوري عضوًا في أمانة رئاسة الجمهورية، ثم أمينًا عامًّا لشئون القبائل عام 1963م ثم تعيّن محافظًا لمحافظة صعدة 1969م، ثم محافظًا لمحافظة الجوف 1984م.
انتخب عام 1374هـ/1954م أمينًا عامًّا لجمعية (بني حماد) الخيرية، وفي العام التالي انتخب أمينًا عامًّا للاتحاد القدسي في مدينة عدن، وحضر عام 1385هـ/1965م كلاًّ من: مؤتمر الجند، ومؤتمر حرض، وشارك عام 1982م في تأسيس حزب (المؤتمر الشعبي العام، وفي عام 1990م شارك في تأسيس حزب التجمع اليمني للإصلاح، وهو عضو في هيئته العليا، وفي مجلس الشورى التابع لهذا الحزب.